# DAR-1
DAR-1 Perepuda (Motýl) byl dvoumístný turistický a cvičný dvouplošník vyráběný v Bulharsku od roku 1926. Byl vyráběn společností DAR – Daržavna Aeroplanna Rabotilnica (bulharsky: Държавна Аеропланна Работилница, česky: Státní letecká dílna), Božuriště u Sofie. Navrhl jej německý konstruktér ing. Hermann. Winter. Bylo to v Bulharsku první sériově vyráběné letadlo továrnou DAR.

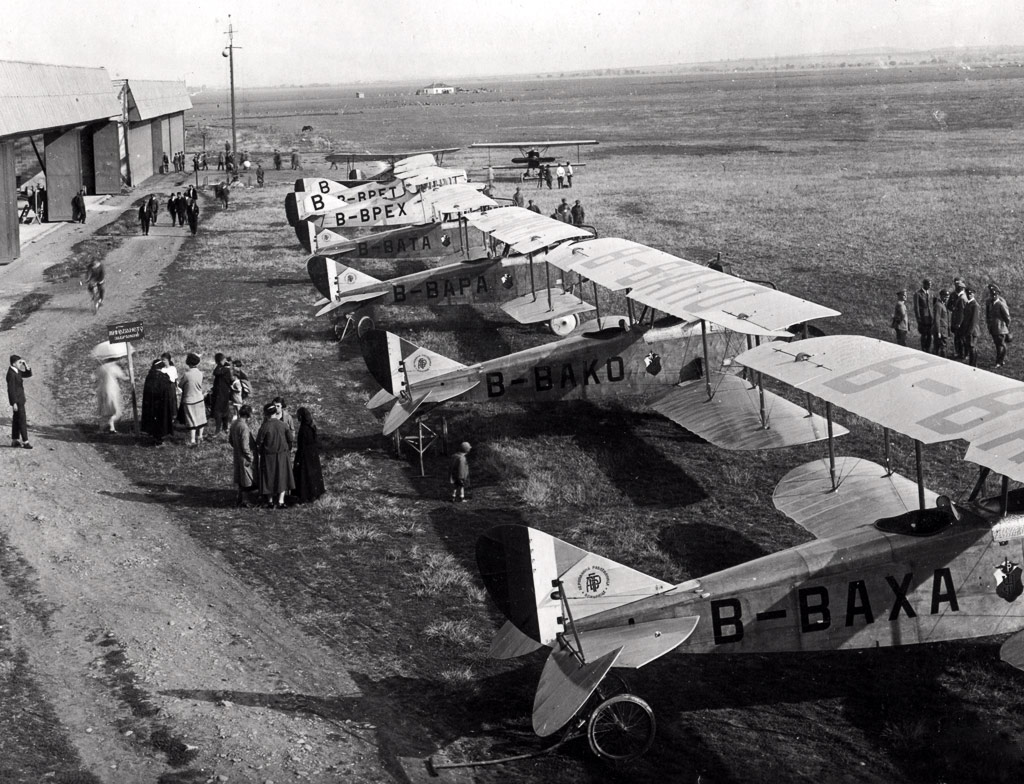
Před hangáry společnosti DAR letouny DAR U-1/Uzunov-1, Potez XVII a v pozadí 2 letouny DAR-1, Božuriště (1926)

## Vznik a vývoj
V roce 1912 byla založena státní letecká továrna DAR, která sídlila na letišti v Božurišči u Sofie. Zde se opravovaly a od roku 1925 také v menší míře vyráběly sportovní a školní letouny pro potřeby bulharského letectva. Motory Walter se v bulharském letectvu začaly používat od poloviny 20. let 20. století zejména jako standardní motory v turistických, školních a cvičných letadlech DAR-1 s motorem Walter NZ-60, DAR-1A s motorem Walter Vega.

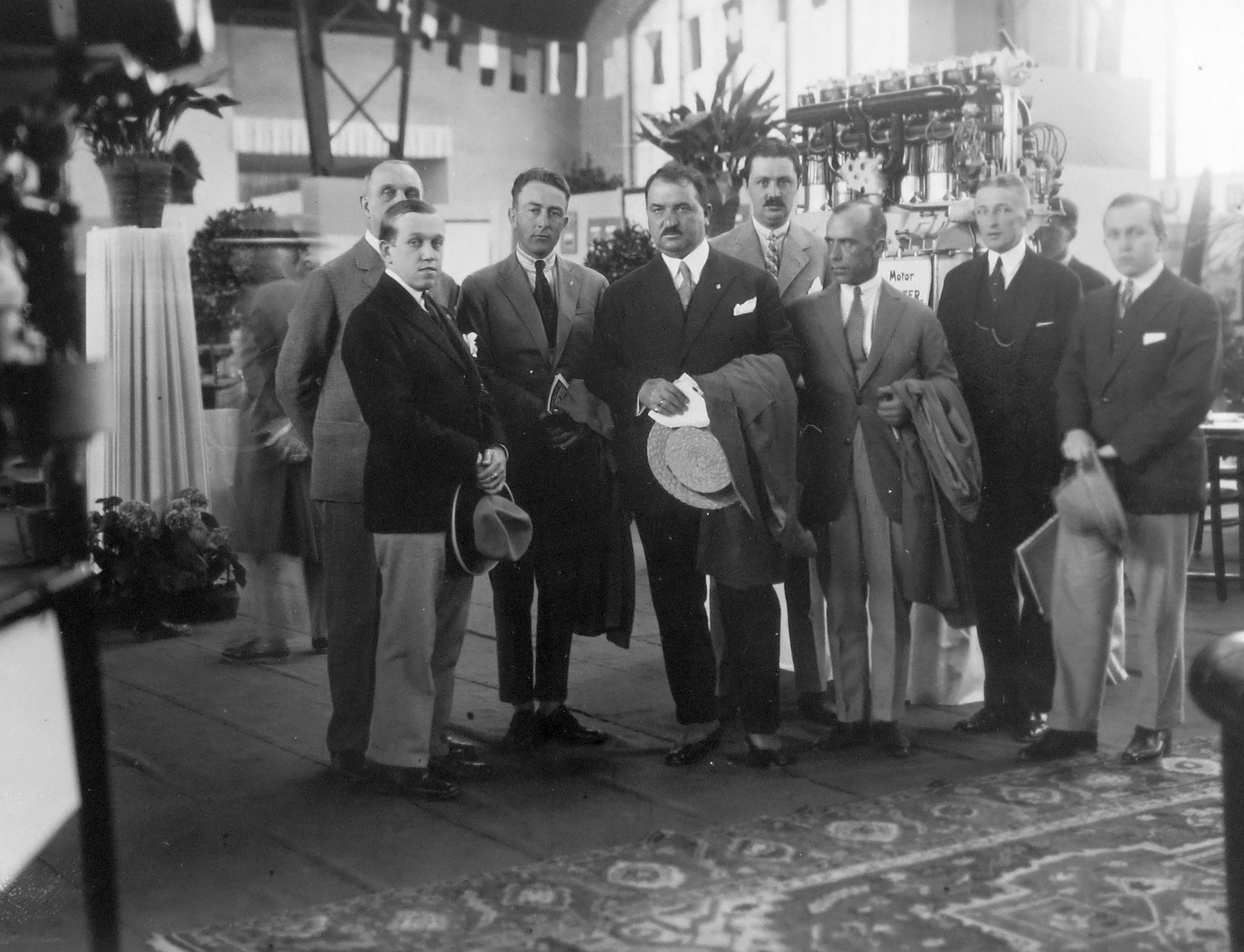
Antonín Kumpera, gen. ředitel Walter (nejmenší zleva) s delegací Bulharska na pražské letecké výstavě (1927)

V roce 1926 byl vyroben prototyp (v. č. 10) a následně 12 letounů DAR-1 (v. č. 11–21), což byl konvenční dvoumístný dvouplošník s pevným podvozkem a s motorem Walter NZ-60. Letouny byly imatrikulovány B-BIKA až B-BIKN. V roce 1927 byla imatrikulace změněna na LZ-IKA až LZ-IKN. V říjnu 1927 zaslal ředitel ing. P.O. Popchristev z Ředitelství bulharského letectví na Ministerstvu železnic, telegrafů a letectví děkovný dopis továrně Walter, kde sdělují, že piloti Lazarov, Ch. a I. Gančo vykonali 12. září na 3 letounech DAR-1 okružní let s jedním mezipřistáním v délce 11:50 hod. Dne 23. září pilot Lazarov podnikl na témže letadle nový okružní let v délce 7:07 h a konečně 25. září vytvořil pilot Natéf na letounu DAR-1 nový bulharský rekord v délce trvání letu 10:07 hod.
Další vývoj tohoto letounu hned o 2 roky později vyústil v upravený typ DAR-1A, který nesl silnější motor Walter Vega. Těch bylo vyrobeno 8 ks (1928) a měly imatrikulační označení LZ-IKP až LZ-IKZ (v.č. 35-42) Přestože byly vyrobeny a imatrikulovány v roce 1928, těžko mohly mít od počátku namontovány motory Walter Vega, ty se začaly vyrábět až v roce 1929.
Letouny DAR-1 a DAR-1A byly od roku 1926 resp. 1928 využívány na letecké škole Kanzalak pro základní výcvik a také u stíhací letky Yato pro pokračovací výcvik. Některá letadla DAR-1A byla používána civilní leteckou službou pro vlečení kluzáků.
Zkušební pilot továrny DAR Petko Popgančev zaznamenal na tomto letounu několika dobrých, sportovních výkonů – např. v roce 1932 podletěl most Stambolov (Veliko Turnovo), který je jen 28 m nad řekou Jantrou, a o rok později provedl 127 na sebe navazujících přemetů za letu (lopinků) z Karlova do Kanzalaku.
Tyto letouny byly vyřazovány z provozu téměř po 15 letech až na počátku 40. let

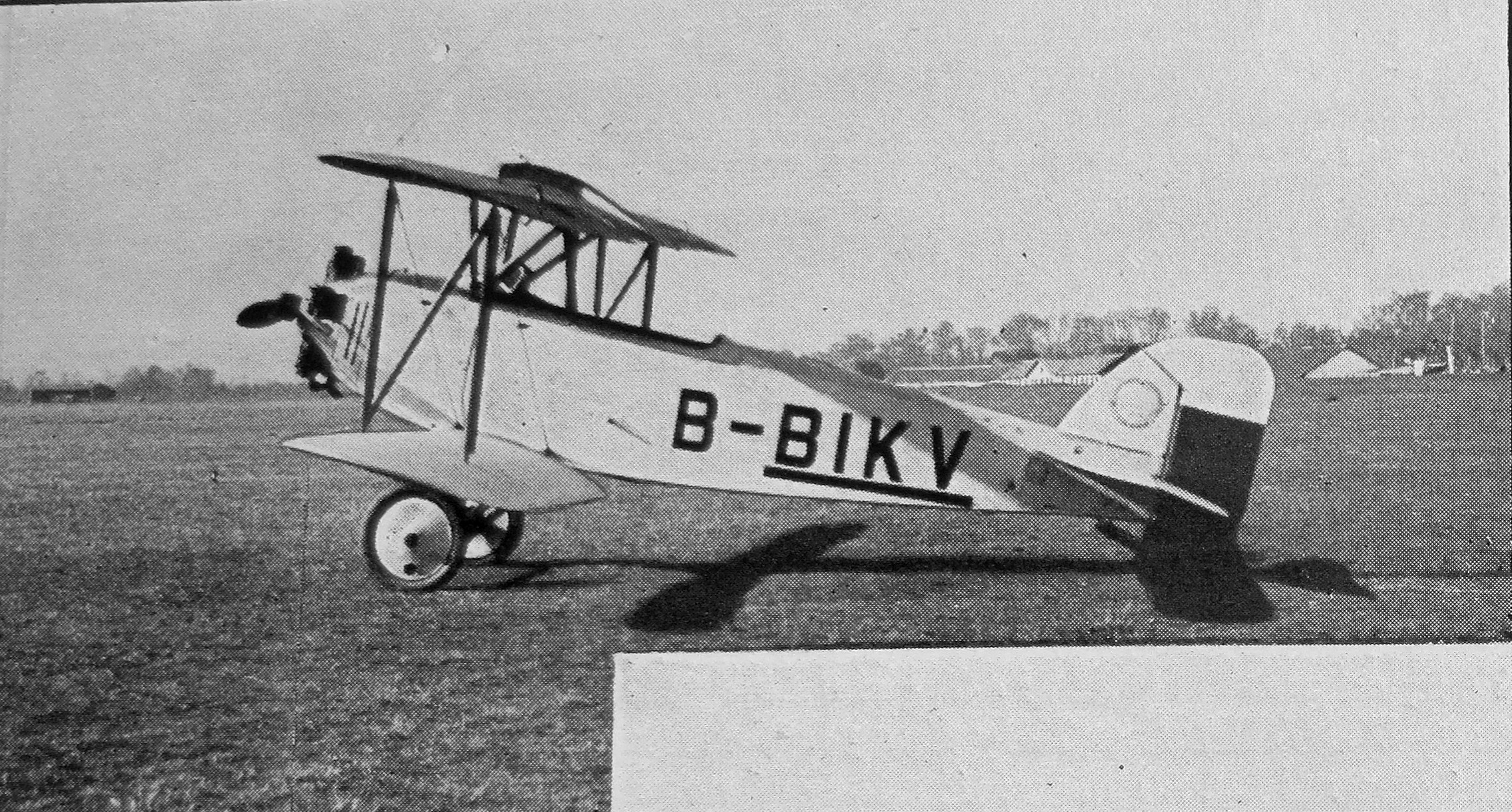
DAR 1-A s motorem Walter Vega, 1928 (B-BIKV, později LZ-IKV)

## Popis letounu
Letoun byl smíšené konstrukce, měl celodřevěnou kostru a plátěný potah. Podvozek byl pevný s průběžnou osou, záďový s ostruhou. Na dolním křídle a nad trupem byly namontovány vzpěry ve tvaru písmene N, které podepíraly horní křídlo. Byl vybaven dvojím řízením.
Typ DAR-1 (1926) byl poháněn československým vzduchem chlazeným hvězdicovým pětiválcovým leteckým motorem Walter NZ-60 vyráběným ve společnosti Walter.
Typ DAR-1A (1928) byl poháněn československým vzduchem chlazeným hvězdicovým pětiválcovým leteckým motorem Walter Vega.

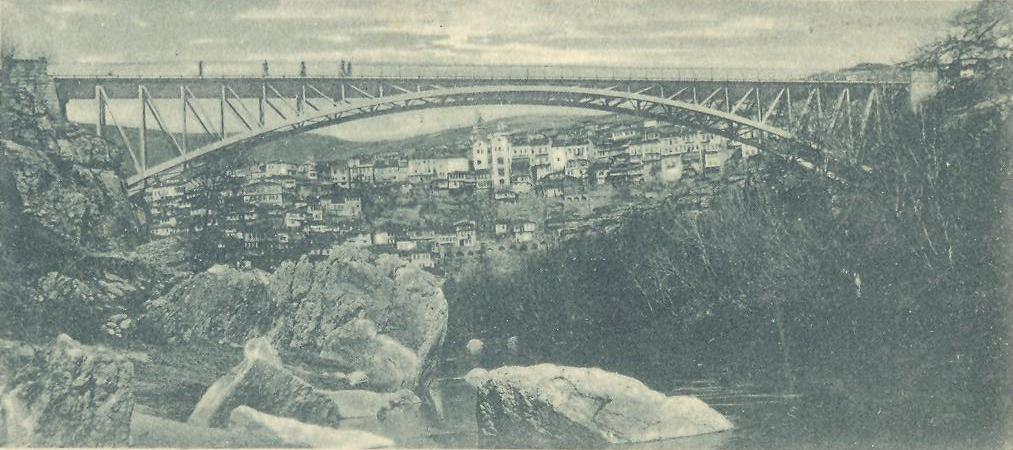
Most Stambolov v Tarnovu, který Petko Popgančev v roce 1932 na DAR-1 podletěl

## Uživatelé
- Bulharsko
  - Bulharské letectvo

## Specifikace
Údaje podle

### Technické údaje
- Posádka: 2
- Rozpětí: 9,30 m (DAR-1), 8,90 m (DAR-1A)
- Délka: 6,25 m (DAR-1), 6,35 m (DAR-1A)
- Celková nosná plocha: 21,30 m2
- Prázdná hmotnost: 405  kg (DAR-1), 410 kg (DAR-1A)
- Max. vzletová hmotnost: 640  kg (DAR-1), 665 kg (DAR-1A)
- Pohonná jednotka (typ DAR-1): vzduchem chlazený pětiválcový hvězdicový motor Walter NZ-60
- Výkon pohonné jednotky:
  - jmenovitý: 44 kW (60 k) při 1400 ot/min
  - vzletový: 55 kW (75 k) při 1750 ot/min
- Pohonná jednotka (typ DAR-1A): vzduchem chlazený pětiválcový hvězdicový motor Walter Vega
- Výkon pohonné jednotky:
  - jmenovitý: 62,5 kW (85 k) při 1750 ot/min
  - vzletový: 66,2 kW (90 k) při 1800 ot/min
- Spotřeba paliva: 225–230 g·h−1·k−1 / 306–313 g·h−1·kW−1
- Vrtule: dvoulistá dřevěná vrtule

### Výkony DAR-1A
- Maximální rychlost: 150 km/h
- Cestovní rychlost: 135 km/h
- Minimální rychlost: 88 km/h
- Dolet: 350 km, vytrvalost: 3 h
- Dostup: 3 500 m